# Mitt liv är mitt eget

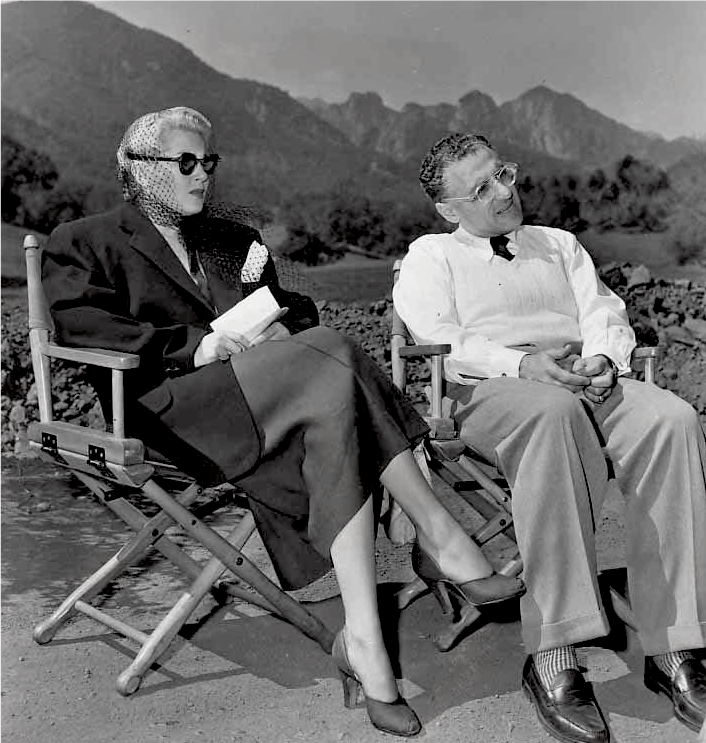
Lana Turner och George Cukor under inspelningen av filmen.

Mitt liv är mitt eget är en amerikansk dramafilm från 1950 i regi av George Cukor med manus av Isobel Lennart. Filmens huvudroller spelas av Lana Turner och Ray Milland.

## Handling
Lily från Kansas har börjat arbeta som modell i New York där hon snabbt gör karriär. Hon träffar genom bekanta gruvägaren Steve Harleigh och de båda blir förälskade i varandra. De inleder en kort kärleksaffär, men Harleigh är redan gift med en kvinna, som dessutom blivit invalid genom en bilolycka han själv förorsakat.

## Rollista
- Lana Turner - Lily Brannel James
- Ray Milland - Steve Harleigh
- Tom Ewell - Tom Caraway
- Louis Calhern - Jim
- Ann Dvorak - Mary Ashlon
- Barry Sullivan - Lee Gorrance
- Margaret Phillips - Nora Harleigh
- Jean Hagen - Maggie Collins
- Phyllis Kirk - Jerry
- Sara Haden - Smitty